# 消火栓標識

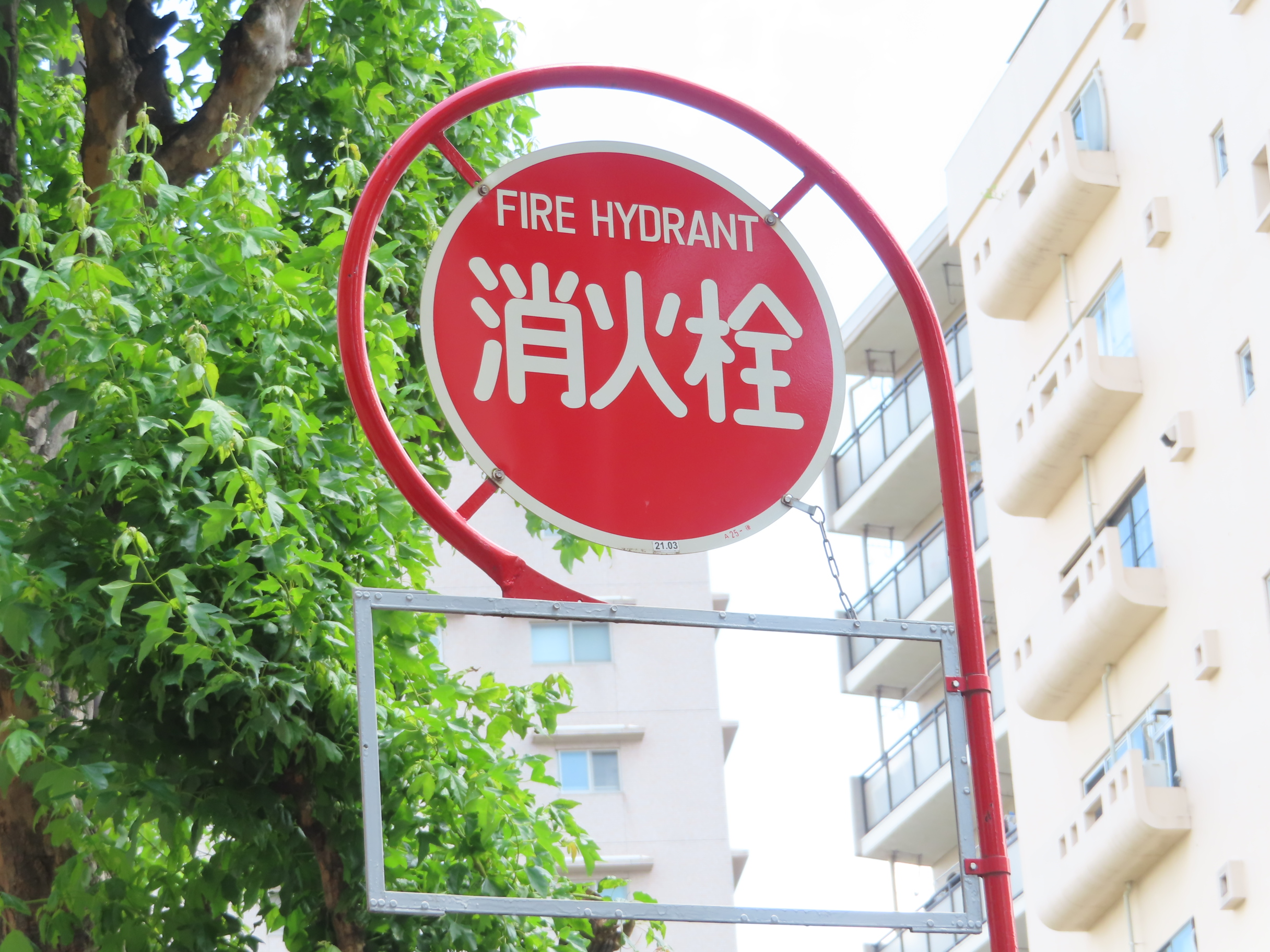
杉並区内に設置された消火栓標識。下の枠には広告を取り付けるが、撮影時は取り外されていた。

消火栓標識株式会社（しょうかせんひょうしき）は、消火栓標識の設置と広告を専門とする企業であり一般社団法人全国消火栓標識連合会の会員の一つでもある。この業界大手の企業である。

## 沿革
創業者の相部藤次郎は戦前はミシン会社を経営しており、戦時中は軍需で潤ったが、終戦で別の事業を探さなければならなくなった。1950年（昭和25年）3月、相部は場外馬券の販売を事業とするため、鈴木茂三郎ら政治家に働きかけを行い、GHQの許可も得た。しかし当時競馬は国営であり（国営競馬）、馬券販売は民間の運営になじまないとして、最終的な許可が下りなかった。その後、競馬の運営は日本中央競馬会に移管されることになった。相部は先願権を主張し、農林大臣の河野一郎や畜産局競馬部長の井上網雄に馬券販売を認めるよう交渉したが、両名とも渡米してしまい、交渉は中断した。そうした中、大麻唯男国家公安委員会委員長から火災対策に良策はないかと問われた相部は、消火栓に標識を取り付け、消防活動時に消火栓を発見しやすくすればよい、と述べた。この会話が会社設立のきっかけとなった。
1954年（昭和29年）2月、赤坂で日本消防協会長であった大野伴睦、代議士の荒舩清十郎らも出席し、発起人会が開催された。しかし消火栓に標識を取り付けるには、建設省建設局、道路関係を管轄する警察の許可が必要であるほか、水道局にも許可を得る必要があり、日本標識株式会社の設立は1955年（昭和30年）9月23日のことであった。標識設置を推進する消防側に対して道路局は反対していたが、最初の標識は1956年（昭和31年）2月20日に東京都建設局前に、2本目は東京消防庁予防部前に建てられた。
その後日本標識は100人以上を採用、消火栓設置場所の調査や図面の作成を行い、都内に500箇所以上の標識を設置した。しかし広告収入の方は芳しくなく、1957年（昭和32年）4月、一回目の不渡りを出した。社名を新日本標識と変更して再出発したが、再び不渡りを出した。
2002年12月、同社が広告がないものを中心に老朽化した消火栓標識柱を無断で撤去していたことが明らかになった。東京消防庁の総監が退任後、同社の会長のほか、日本石油燃焼機器保守協会、東京救急協会、東京防災指導協会の理事長を順繰りに務める構図があることも明らかになった。2000年からの3年間で641本、それ以前にも56本が無許可で撤去されていた。この問題で同社は社長を減給とするなど、役員に処分を行った。

## 事業所
- 東京本社 東京都江東区平野2-3-31
- 千葉支社 千葉県千葉市稲毛区稲毛東2-12-15
- 神奈川支社 神奈川県大和市大和東3-2-8
- 多摩支社 東京都国立市富士見台3-10-2
- 埼玉支社 埼玉県さいたま市浦和区東岸町7-20
- 北関東支社 埼玉県熊谷市万平町2-115
- 静岡支社 静岡県静岡市駿河区中田3-8-3
- 東海支社 愛知県岡崎市朝日町1-8
- 仙台支社 宮城県仙台市若林区南鍛冶町35-5